# Liang Junjie
Liang Junjie (梁俊傑S, Liáng JùnjiéP, trascritto anche Leong Chon Kit; Macao, 6 giugno 1980) è un ex calciatore macaense, di ruolo portiere.